# Rue Théophraste-Renaudot
La rue Théophraste-Renaudot est une voie située dans le 15e arrondissement de Paris.

## Situation et accès
Située dans le centre du XVe arrondissement, elle relie la rue Lecourbe au sud à la rue Léon-Lhermitte au nord. Sur plus des deux tiers nord de sa longueur, elle longe le coté ouest du  square Saint-Lambert. Longue de 232 m, elle suit un axe nord-ouest sud-ouest.
Elle est accessible par la station de métro Vaugirard (ligne 12), Convention (ligne 12), Félix Faure (ligne 8) ou Commerce (ligne 8).

## Origine du nom
La rue a reçu le nom de Théophraste Renaudot (1586-1653), médecin et philanthrope français qui édita La Gazette, ancêtre des journaux français.

## Historique
La rue a été ouverte et a pris sa dénomination actuelle en 1932, sur l’emplacement de l’ancienne usine à gaz de Vaugirard.
La rue présente une unité architecturale des blocs de bâtiments similaires de 8 étages dont un sous comble, construits au début des années 1930, avec façades de briques sur les étages supérieurs. Architecture similaire que l'on trouve aussi rue Formigé que la rue Théophraste-Renaudot croise.

## Bâtiments remarquables et lieux de mémoire
- No 12 : où habite et écrit l’écrivain Claude Aveline (1901-1992), des années 1980 à sa mort.
- No 16 : un des domiciles successifs du peintre Jean Carzou (1907-2000).
- No 18 : où habite en 1943, Maurice Honel, député de la Seine. Il est déchu de son mandat le 21 février 1940, avec les autres députés communistes. Résistant, il est arrêté en 1943 et déporté du camp de Drancy à Auschwitz par le Convoi no 58, en date du 31 juillet 1943. Il est libéré en janvier 1945 par les troupes soviétiques.